# ريال مدريد موسم 2002–03
كان موسم 2002–03 هو الموسم الثاني والسبعين لريال مدريد في الدوري الإسباني. تسرد هذه المقالة جميع المباريات التي لعبها النادي في موسم 2002–03، كما تظهر أيضًا إحصائيات لاعبي النادي. وشهد هذا الموسم عودة القمصان ذات اللون الأرجواني، والراعي الجديد للقميص، شركة سيمنز موبايل.
عاد ريال مدريد إلى مجد الدوري المحلي تحت قيادة فيسنتي ديل بوسكي بعد فوزه 3–1 على أثلتيك بلباو في المباراة الأخيرة من الموسم، لكن النادي أقال ديل بوسكي بشكل مفاجئ بعد وقت قصير من فوزه بلقب الدوري الإسباني بعد عدم عرض عقد جديد عليه. وتم استبداله بالمرشح المفاجئ كارلوس كيروش. وكان ريال مدريد في طريقه أيضًا للاحتفاظ بلقب دوري أبطال أوروبا (بالإضافة إلى الفوز بالكأس العاشرة) قبل أن يتم إقصاؤه على يد يوفنتوس في الدور نصف النهائي. في الكأس المحلية، خرج النادي من البطولة على يد بطلها في النهاية فريق ريال مايوركا بخسارته 1–5 في مجموع المباراتين. 